# Risques naturels dans l'Union européenne
Pour un article plus général, voir Géographie de l'Union européenne.
Les risques naturels font l'objet, dans l'Union européenne, de mesures de prévention des risques, notamment de la part de la Direction générale de l'environnement. C'est dans le cadre de son volet « protection civile et accidents environnementaux » qu'elle participe aux financements des programmes de protection des risques.
Parmi les risques naturels concernant l'Union se trouvent notamment les inondations, les tempêtes, les aléas climatiques (vagues de froid et de sécheresses, canicules), les feux et incendies ainsi que les volcans et séismes. Le réchauffement climatique accentue les phénomènes naturels de canicules, incendies, sécheresses ou encore inondations que connaît l'Europe ; et affecte les pratiques agricoles.

## Espaces concernés par des risques naturels

### Inondations: plaine nord-européenne

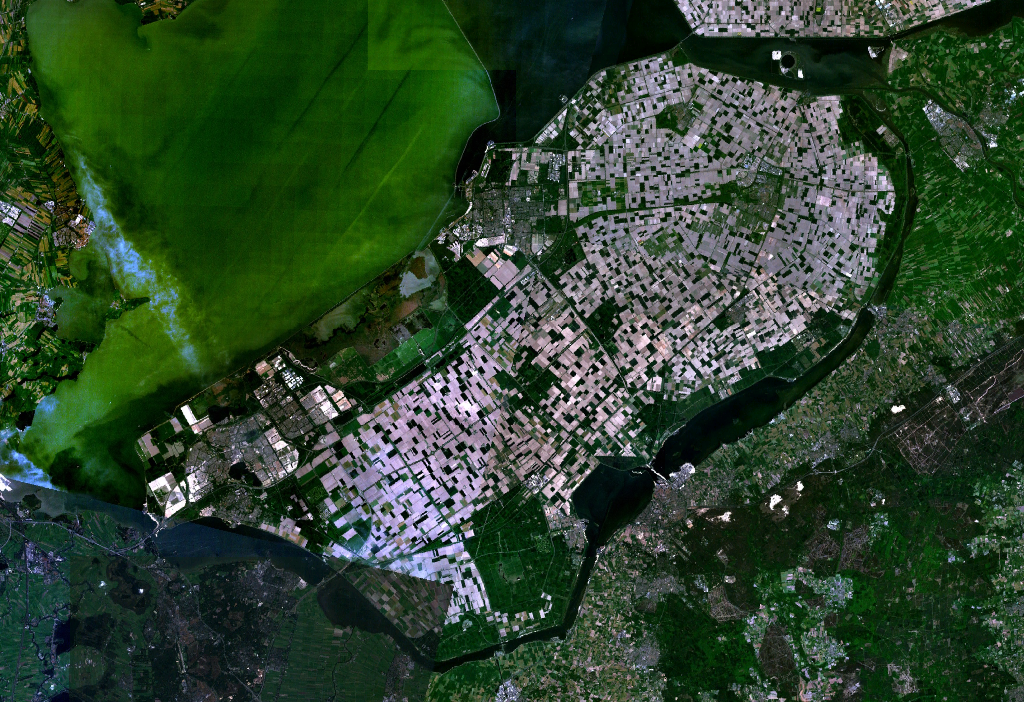
Le Flevopolder.

Les inondations comptent parmi les risques naturels les plus importants de l'Union. Celles-ci sont principalement fluviales et concernent notamment les régions de la plaine nord-européenne. Les Pays-Bas sont aussi concernés du fait que l’État se trouve dans une dépression, accentuée par la poldérisation. Les inondations causent, parmi les risques naturels, le plus grand nombre de victimes.

### Canicules, sécheresses, incendies
Le réchauffement climatique accentue les phénomènes naturels de canicules, incendies et sécheresses que connaît l'Europe, et particulièrement le bassin méditerranéen. La région fait partie des zones les plus touchées de la planète par ces phénomènes et se réchauffe plus vite que la moyenne mondiale. Les pratiques agricoles sont affectées par des phénomènes météorologiques extrêmes et des périodes prolongées de canicule. Les agriculteurs sont exposés aux intempéries et s'en trouvent affectés.
Les vagues de sécheresse sont fréquentes et entraînent non seulement des pénuries d'eau mais aussi d'importants incendies.

### Séismes: les régions méditerranéennes
Viennent ensuite les risques sismiques, qui concernent principalement la région méditerranéenne de l'Union,. La Grèce est le premier pays concerné puisque la totalité de son territoire est considéré comme étant à haut risque. L'Italie est elle aussi soumise à des risques élevés, le long de la chaîne des Apennins, de Florence au nord de la Sicile, et les montagnes au nord de l'Adriatique. Le sud de la chaîne des Carpates, en Roumanie, est également exposé à de forts risques sismiques,. Il existe d'autre part des régions à risque modéré. Celles-ci sont notamment le sud-est de l'Andalousie et le sud de Valence, la côte portugaise, les Pyrénées, la chaîne des Alpes et le Jura, la vallée du Rhin et le sud de la Belgique, la totalité des territoires allant de l'Autriche à la Bulgarie en passant par la Hongrie, la Slovaquie, et la Roumanie,. Enfin, il y a de faibles risques sur toute la côte ouest de la Grande-Bretagne, la région du lac Vänern et l'ensemble du territoire européen (en dehors des régions précisées ci-dessus) au sud de la ligne Amsterdam-Varsovie,.

### Volcanisme
Il y a, sur le territoire de l'actuelle Union européenne, plusieurs volcans qui ont été actifs ces 10 000 dernières années et qui menacent les habitants de certaines régions (et qui par suite peuvent provoquer des problèmes socio-économiques). Parmi les États membres les plus concernés se trouvent l'Italie, le Portugal, l'Espagne et la Grèce.

#### Italie

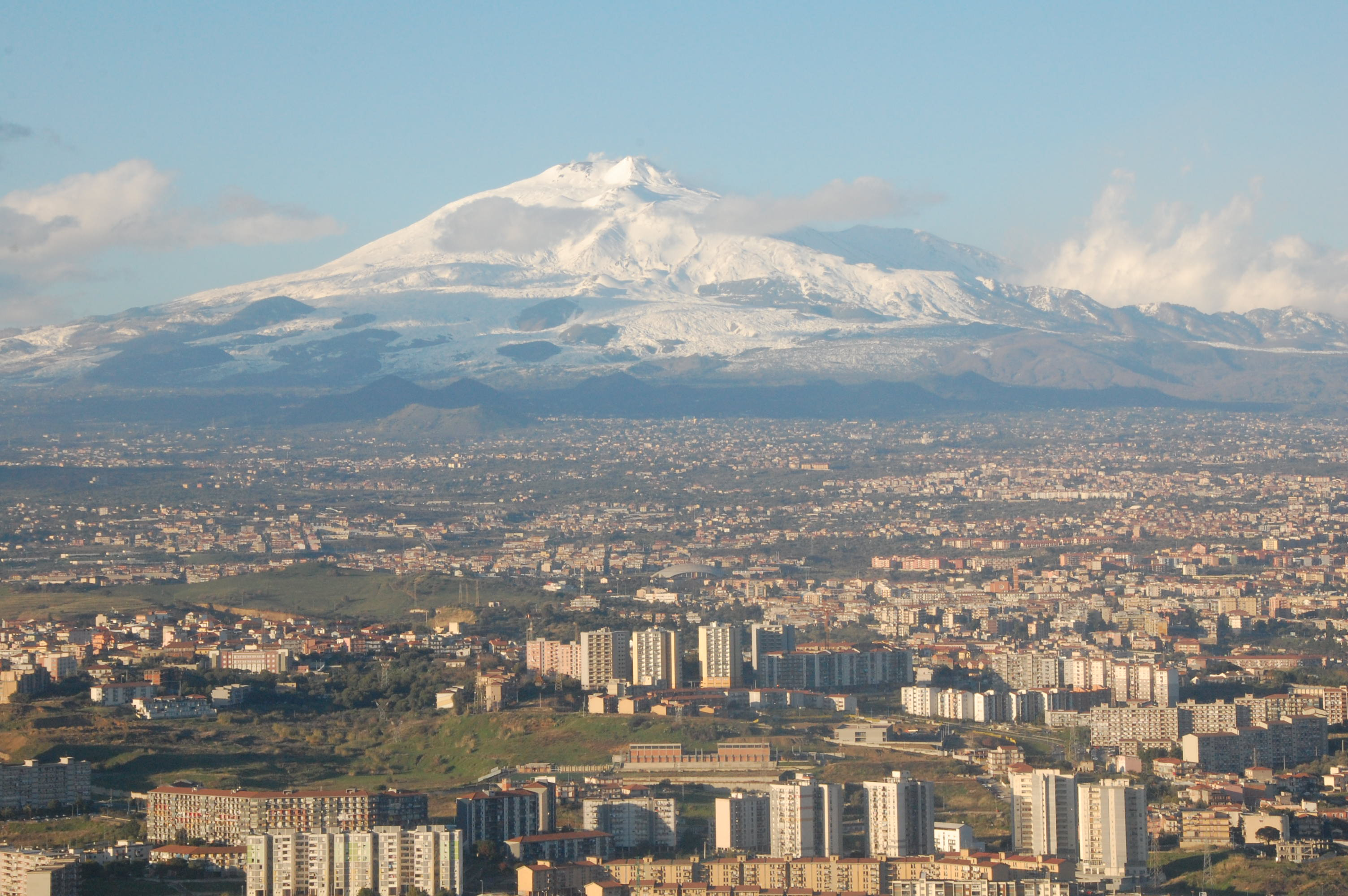
L'Etna et Catane au premier plan.

L'Italie, qui figure en première place de cette liste, possède un certain nombre de volcans toujours actifs. Ainsi, le Vésuve est l'un des volcans dont le danger est le plus élevé du fait de la présence de la ville de Naples, dont la population s'élève à plus de 950 000 habitants, sur ses abords. En cas d'éruption, une grande partie de la population devrait être évacuée tant à Naples que dans ses environs, une autre partie serait soumise aux diverses retombées volcaniques. Sa dernière éruption date de 1944, et depuis, son cratère est obstrué par un bouchon de lave, ce qui peut créer une importante éruption explosive. La zone des Champs Phlégréens est, elle aussi, à très haut risque en cas de reprise de l’activité. On y trouve notamment les villes de Pouzzoles et de Cumes. Plus de 500 000 personnes vivent à l'intérieur même de la caldeira, et près de 1,5 million de personnes vivent à l'intérieur ou à proximité,. L'Etna, en Sicile, connaît aussi de fréquentes éruption effusives mais peut parfois connaître de petites éruptions explosives, lesquelles peuvent causer d'importants dégâts (communications, infrastructures, économie, etc.). Au nord de la Sicile, les îles Éoliennes pourraient connaître d'importants problèmes en cas de reprise de l'activité de Vulcano. Le Stromboli, en activité permanente, présente moins de risque, bien qu'il puisse entrer dans des phases d'activités plus violentes.

#### Portugal
Au Portugal, l’archipel des Açores est composé de 9 îles volcaniques. C'est sur l'île de São Miguel, d'une superficie de 746,8 km2, que se trouve la capitale administrative et économique de l'archipel : Ponta Delgada. La ville, habitée par environ 65 000 personnes, se trouve à 15 km de la caldeira du Sete Cidades, à 16 km de l'Agua de Pau, et à une trentaine de kilomètres du Furnas. Ces trois stratovolcans, dont les dernières éruptions datent seulement de quelques siècles, peuvent causer d'importants dégâts à l'instar de l'éruption de la Soufrière à Montserrat. À environ 3 km au nord de la capitale de l'archipel, se trouve aussi la région des Pics où se trouvent 270 volcans monogéniques.

#### Espagne
En Espagne, aux Canaries, sur l'île de Tenerife, se trouve le Teide (entre 3 715 - 3 718 mètres d'altitude). Ce volcan, dont la dernière éruption a eu lieu du 18 novembre 1909 au 27 novembre 1909, représente un danger pour l'ensemble des personnes vivant ou transitant (touristes) par l'île. Une petite éruption aurait des conséquences importantes pour le tourisme, au cœur de l'économie de l'île.

#### Grèce
Enfin, en Grèce, certaines îles présentent un volcanisme sous la forme de fumerolles. Le Santorin, qui a notamment détruit une partie de l'île homonyme lors de l'éruption minoenne, a connu sa dernière phase d'activité en 1950. Si une éruption devait se déclarer, suivant le type d'évènement éruptif, de sérieux problèmes pourraient apparaître, et les populations présentes (habitants et touristes présents dans l'île) ne seraient plus en sécurité.

#### Autres États membres
Il existe trois autres zones volcaniques dans l'Union. En France, les volcans du Massif central, la chaîne des Puys ont connu leurs phases d'activité à partir de l'Holocène jusqu'à il y a environ 5 000 ans. Parmi les régions ultrapériphériques du territoire français concernées par le volcanisme se trouvent la Guadeloupe, la Martinique et La Réunion. En Guadeloupe, il y a le volcan de la Soufrière, un volcan gris – c'est-à-dire explosif – dont la dernière éruption a duré du 8 juillet 1976 au 1er mars 1977. En Martinique, la montagne Pelée, est aussi un volcan gris, dont la dernière éruption prit fin en 1932. Ce volcan est particulièrement connu pour son éruption de 1902 qui détruisit entièrement la ville de Saint-Pierre faisant 29 000 morts et ne laissant que 2 ou 3 survivants. À La Réunion, le Piton de la Fournaise est un volcan rouge, qui compte parmi les plus actifs du monde. Couvrant environ 40 % de la superficie de l'île, il est sous surveillance depuis la fin des années 1970, après l'éruption du Piton Sainte-Rose de 1977. En Allemagne occidentale, la zone volcanique de l’Eifel a été active du début du Pléistocène au début de l’Holocène. En Espagne, le Santa Margarida, datant du quaternaire, a été actif d'il y a environ 11 500 à environ 1 100 ans.

## Sources

## Compléments